# 埃西诺拉里奥
埃西诺拉里奥（義大利語：Esino Lario），是意大利莱科省的一个市镇。总面积18平方公里，人口773人，人口密度42.9人/平方公里（2009年）。国家统计（ISTAT）代码为097035。
2016年維基媒體國際會議在此舉辦。